# 北海道犬
北海道犬（ほっかいどうけん、ほっかいどういぬ）は、主に北海道で飼育されてきた日本犬の一種である。体格は中型犬で、アイヌの猟犬としての歴史が長く、アイヌ犬とも呼ばれる。1937年（昭和12年）12月、天然記念物に指定され、北海道犬と呼ばれるようになった。

## 歴史

### 起源
縄文時代初期、縄文人が東北地方から北海道へ渡る際に同伴したマタギ犬（山岳狩猟犬）が、北海道犬のルーツだと考えられている。
弥生時代に入ると、日本に移住した渡来人によってもたらされた犬と、小型の日本在来犬（いわゆる縄文犬）との間で混血が始まった。地理上の理由から、北海道では渡来系の犬の遺伝的影響は他の日本犬に比べて限定された。これは1970年代に文部省の科学研究費で、田名部雄一（岐阜大学・麻布大学）が各地の日本犬（薩摩犬や三河犬など）の全国的な血液分析を行い、琉球犬と北海道犬に類似が見られることから導き出された仮説である。田名部は後に韓国や台湾、インドネシアを含めて約4000頭のサンプルを集め、台湾原住民が飼う犬との共通点も指摘している。
現在遺跡から見つかっている縄文犬の骨と北海道犬に体格や骨格の特徴に類似が見られず、またミトコンドリアDNAの解析では異なる結果も出ている。別の説では、鎌倉時代に本州から北海道へ移住した人達に連れられて来た中型の獣猟犬が祖先ではないかともいわれている。

## 呼称
アイヌは犬のことをセタやシタと呼び、地方によっては「火の神の庭にいつもいる神」や「庭にいつもいるもの」を意味するアイヌ語で呼ばれていた。また死んだ犬のことを地方によってはレエㇷ゚（這うもの）やレエㇷ゚・カムイと呼んだ。
1937年（昭和12年）12月21日、文部省によって天然記念物に指定され、正式名称が北海道犬と定められた。翌年、管理者として北海道庁が指定され、第二次世界大戦後は北海道教育委員会に管理が委ねられた。
品種は英名ではHokkaidoと呼ばれる。

## 特徴
- 中型犬
- 三角形の小さな「立ち耳」
- 目尻が吊り上がった、三角形の小さな目
- 背中の上に巻いた「巻き尾」、あるいは半円状の「差し尾」

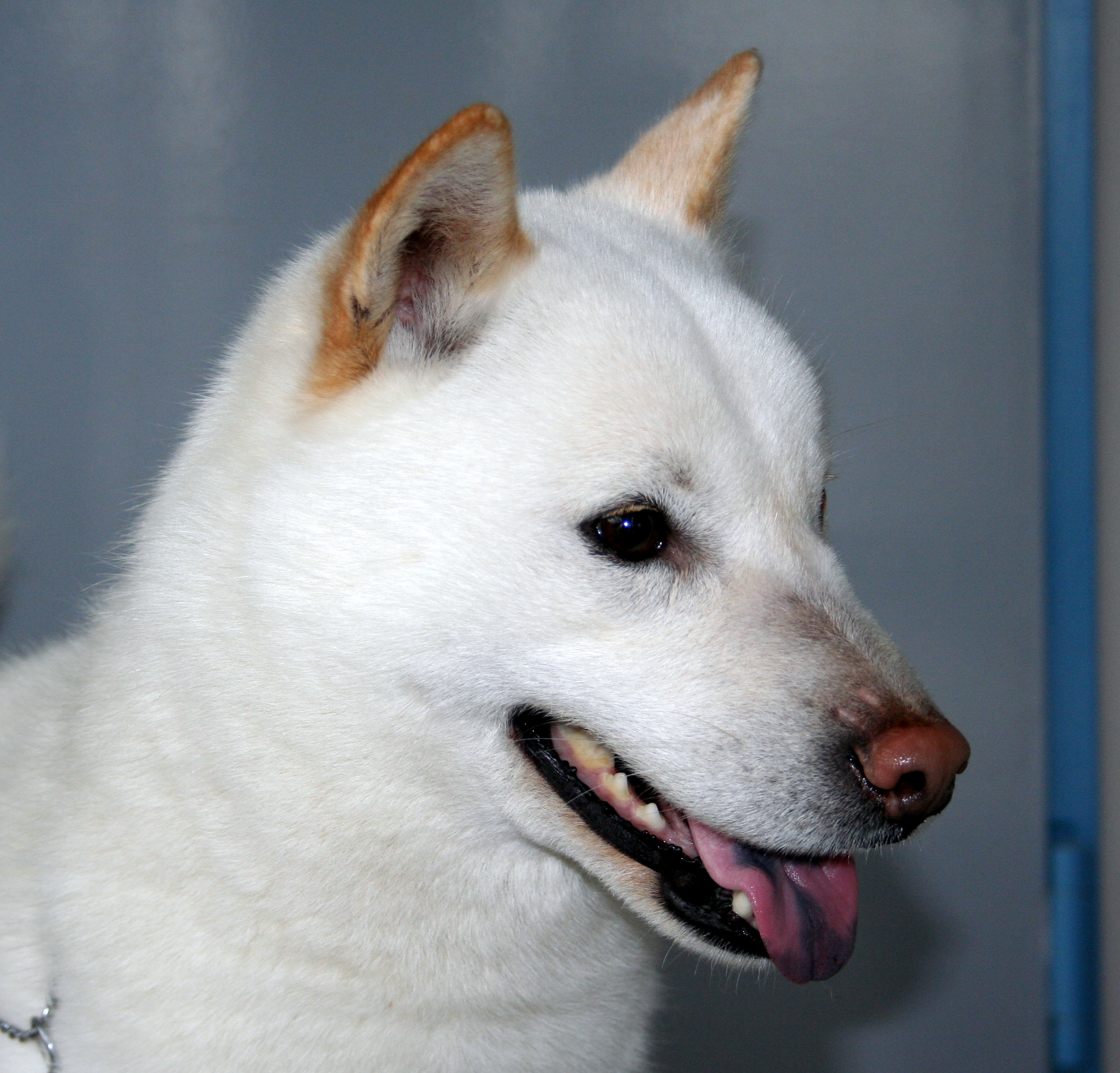
頭部

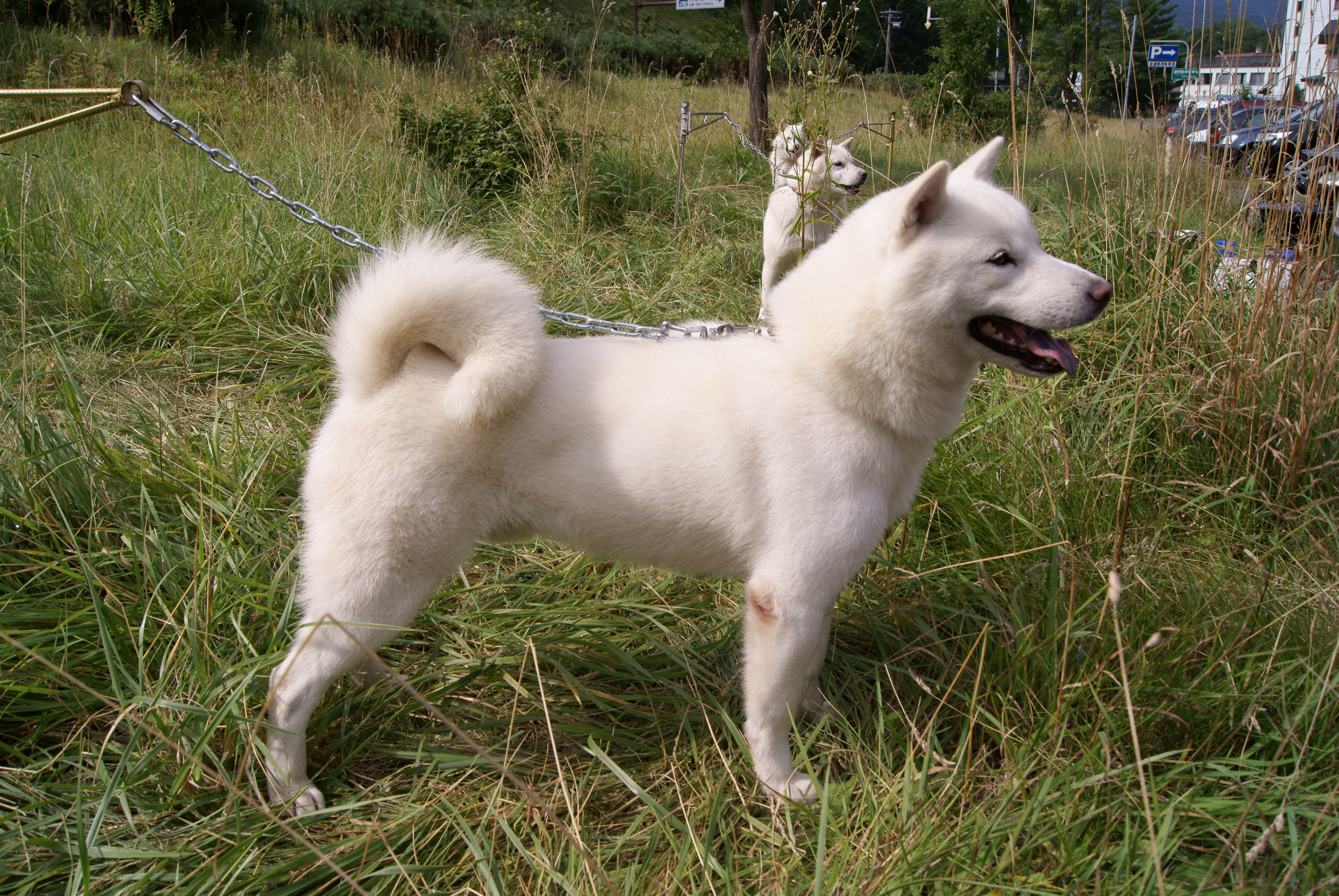
白毛の北海道犬

- 硬く長い毛と、柔らかく短い毛の二重構造の被毛（ダブルコート）。色は赤、白、黒、虎、胡麻、狼灰のいずれか
- 舌斑を持つ個体が多い
- 性格・性質
飼い主に忠実、勇敢、大胆、怖いもの知らず、野性味が強い、我慢強い、粗食に耐える、寒さに強い
- 体高：オス47 - 55 cm、メス44 - 52 cm[1]
- 体重：15 - 20 kg
- 寿命：12 - 15 年

## その他

### 厚真犬
他の日本犬と同様に、北海道犬にも産地による系統が存在するが、虎毛模様の犬を厚真系と呼ぶ。胆振管内厚真町の町の獣として「厚真犬」が定められており、厚真郵便局の風景印にも記されている。黒色や灰色、黄色が入り混じった体毛から「厚真虎毛」とも呼ばれ、生後1年以内の子犬を購入した場合は町役場が畜犬登録や狂犬病予防注射の費用を補助している。1858年（安政5年）に厚真を訪れた松浦武四郎も日誌の中で、狩猟犬として優れた北海道犬の様子を記している。

### 展覧会
北海道犬のドッグショーは「展覧会」と呼ばれるのが通常である。屋外で円陣を組んだ犬とハンドラーに対して、審査員が審査基準に則って犬を選びつつ「並足」「早足」の指示を繰り返し、その間に優秀犬が順次繰り上げられ順位が決定する。したがって、ハンドラーにも一定の運動量が要求される。審査基準は北海道犬の特徴を示した「標準」にどれ程近づいているかどうかである。

### 獣猟競技会
北海道犬のドッグショーでは、あわせて獣猟競技会を実施する保存団体がある。これは、檻に入れたクマに犬をけしかけ、その動作や態度から猟犬としての能力を競うという、他犬種のドッグショーでは見られないユニークな内容である。

### 海外での普及状況
柴犬や秋田犬ほどポピュラーではないが、ドイツでは繁殖が行われているという。

### 避難者の捜索
1902年（明治35年）、青森県で発生した陸軍歩兵第5連隊の八甲田雪中行軍遭難事件において、遭難者の捜索に活躍した。

### 阿久号
1927年（昭和2年）生まれの淡赤色の毛色をした雄犬で、現在の北海道犬の主流である千歳系の基礎となったといわれている。

### 情報媒体への露出
2007年春から放送されているSoftBank「ホワイト家族24」のCMでは、湘南動物プロダクション所属の北海道犬が舞台となる白戸家の「お父さん」として出演している。2014年3月までは「カイ」と「ネネ」による二匹一役で、同年4月以降はカイの子どもである「海斗」がその役を継いでいる。